# (5201) Ferraz-Mello
(5201) Ferraz-Mello (1983 XF) – planetoida z grupy przecinających orbitę Marsa okrążająca Słońce w ciągu 5,66 lat w średniej odległości 3,17 j.a. Odkryta 1 grudnia 1983 roku.